# Ermenegildo Zegna
 (mars 2024).
 (mars 2024).
Si vous disposez d'ouvrages ou d'articles de référence ou si vous connaissez des sites web de qualité traitant du thème abordé ici, merci de compléter l'article en donnant les références utiles à sa vérifiabilité et en les liant à la section « Notes et références ».

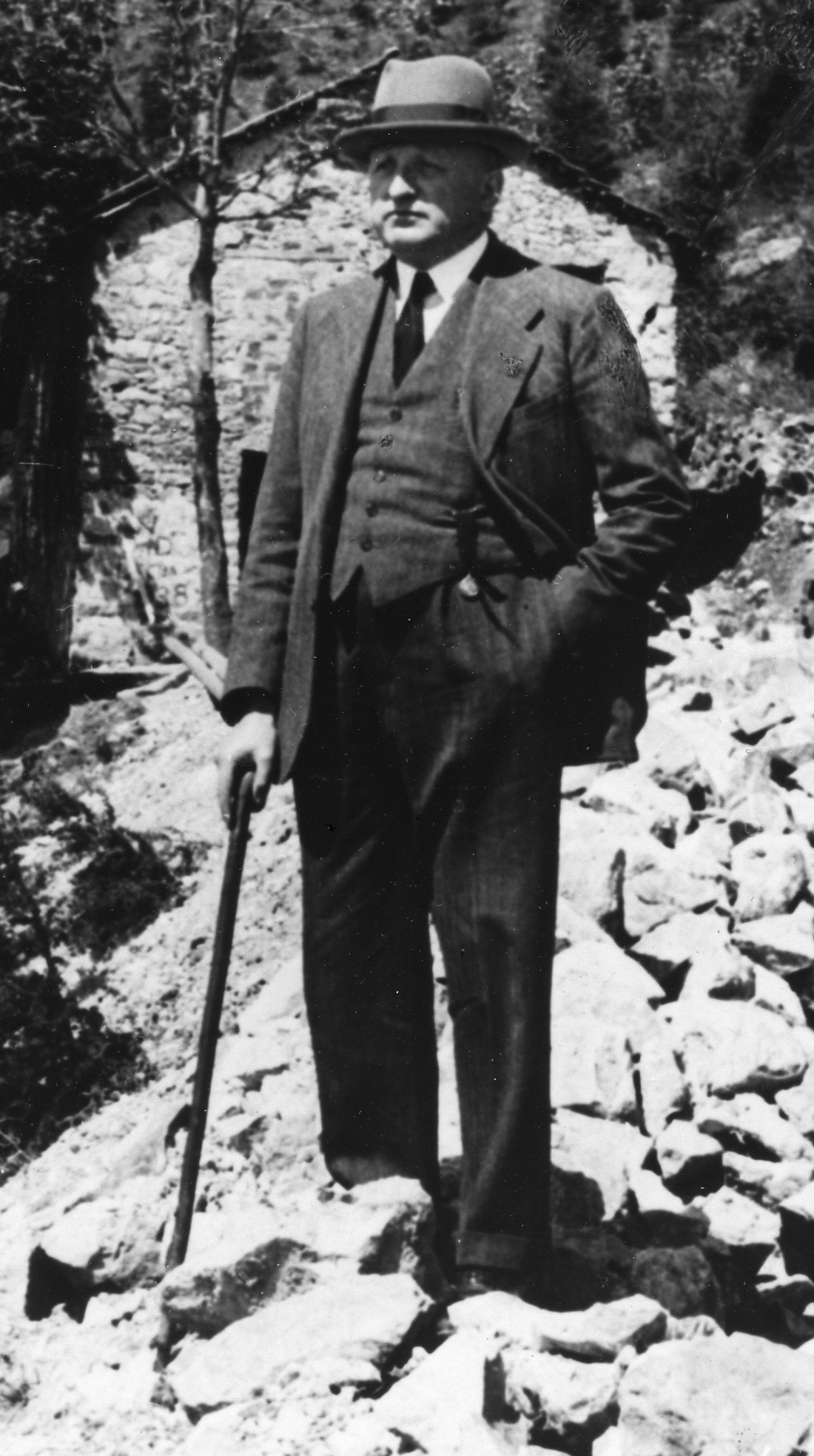

Ermenegildo Zegna, souvent abrégé en Zegna, est une marque italienne de vêtements pour hommes : sur mesure, prêt-à-porter de luxe, cravates, chaussures, maroquinerie et accessoires. Son siège social est à Milan et son chiffre d'affaires annuel s'élève à 1,159 milliard d'euros (en 2018), avec un total de 480 boutiques dans le monde.
Créée en 1910 à Trivero (Piémont) par Ermenegildo Zegna, l'entreprise a conservé le nom de son fondateur et appartient toujours[Quand ?] à la famille Zegna, dont la quatrième génération dirige la société. En dehors des vêtements commercialisés sous son propre label, Zegna vend ses productions à Gucci, Yves Saint Laurent, Alfred Dunhill et Tom Ford. Zegna est l'un des plus grands fabricants de tissu de luxe, avec 2,3 millions de mètres par an[Quand ?].
L'entreprise emploie plus de 7 000 salariés[Quand ?].

## Activités philanthropiques
Ermenegildo Zegna n'a eu de cesse d'entreprendre des œuvres sociales visant à améliorer le bien-être des gens de Trivero, sa ville natale[réf. nécessaire]. Ainsi, à partir de 1932, il fit construire diverses infrastructures, comme une salle de cinéma, une bibliothèque municipale, un jardin d'enfants, un gymnase et le Centre Municipal de Santé Zegna comportant une maternité et une clinique pédiatrique.
Ermenegildo Zegna finança également  la construction de la route « Panoramica Zegna », longue de 44 kilomètres reliant Villanova Biellese à Bocchetto di Sessera.